# 나카가와촌 (사이타마현)
나카가와촌(中川村)은 사이타마현의 서부 지치부군에 속했던 촌이다. 

## 지리
- 구 아리카와촌의 남서부, 현재의 지치부시에 해당한다.

## 역사
- 1889년 4월 1일 - 정촌제 시행에 의해 지치부군 나카가와촌이 성립하였다. 아라카와강이 중앙부에 흐르고 있기 때문에 나카가와촌이라는 지명이 생긴 것으로 유래되었다.
- 1943년 2월 11일 - 전시 정촌합병에 촉진법에 의해 시라카와촌과 합병해 아리카와촌이 성립하였다. 나카가와 지역명이 되어, 오아자는 아리카와촌에 계승되어 자치체는 소멸하였다.

## 참고문헌
- 「角川日本地名大辞典」編纂委員会『角川日本地名大辞典 11 埼玉県』角川書店、1980年7月8日。ISBN 4040011104。

## 관련문헌
- 「久那村」『新編武蔵風土記稿』 巻ノ261秩父郡ノ11、内務省地理局、1884年6月。NDLJP:764014/8。
- 「上田野村」『新編武蔵風土記稿』 巻ノ261秩父郡ノ17、内務省地理局、1884年6月。NDLJP:764014/79。
- 「日野村」『新編武蔵風土記稿』 巻ノ263秩父郡ノ18、内務省地理局、1884年6月。NDLJP:764014/86。